# Jan Łakos
Jan Łakos (ur. 5 lutego 1947, zm. 12 lutego 2006) – polski hokeista.

## Życiorys

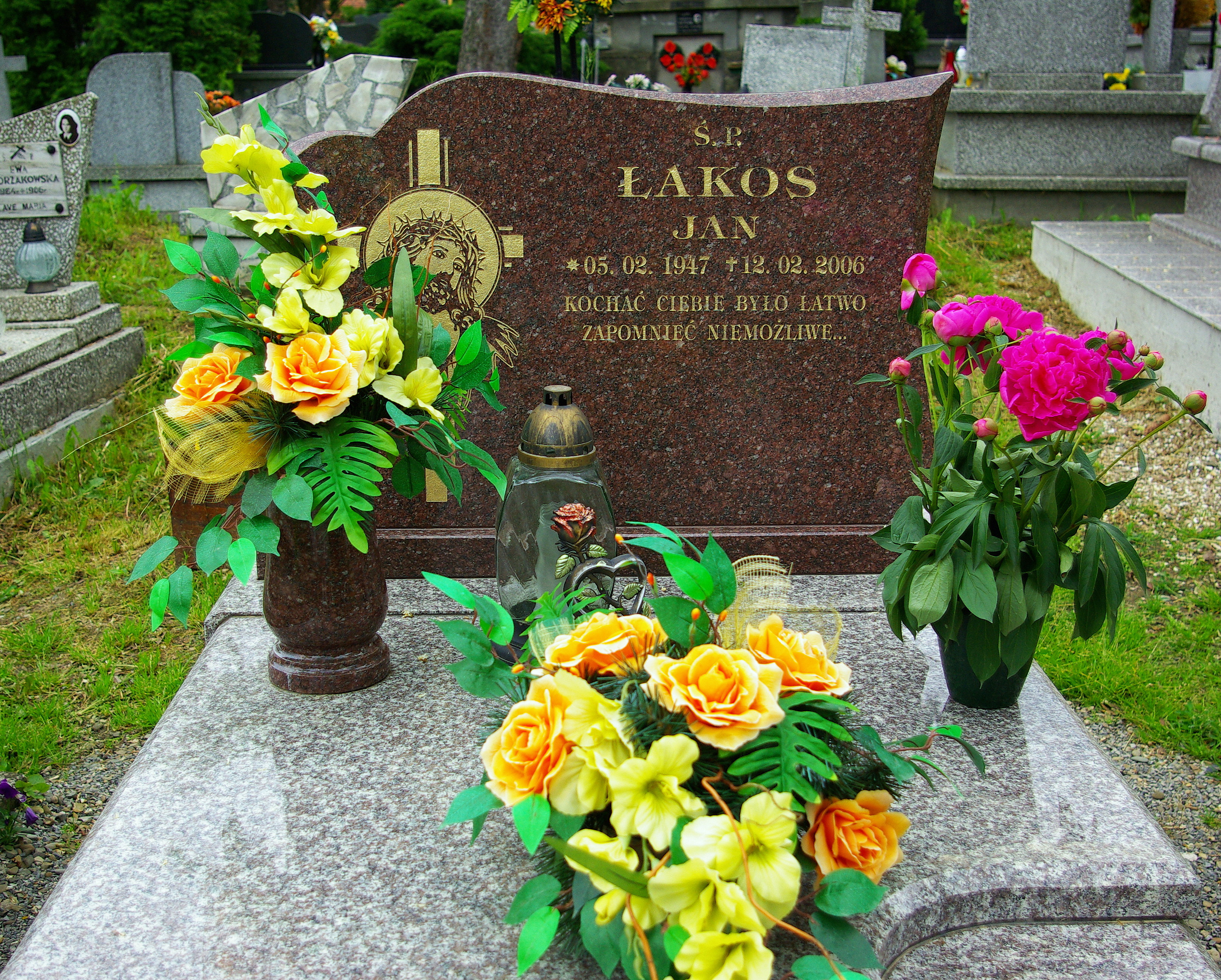
Grób Jana Łakosa

Był wychowankiem trenera Edwarda Pilszaka. Został hokeistą Stali Sanok. W 1971 wraz z drużyną uzyskał awans do ówczesnej drugiej klasy ligowej. W sezonie 1975/1976 II ligi wraz z drużyną Stali odniósł historyczny sukces w roku 30-lecia historii klubu, wygrywając II ligę Grupę Południową i uzyskując awans do I ligi, najwyższej polskiej klasy rozgrywkowej. Przed inauguracyjnym sezonem I ligi 1976/1977 odszedł z drużyny. Podczas 10 lat kariery zawodniczej rozegrał ponad 300 spotkań w barwach Stali.
Po zakończeniu kariery, 14 lutego 1981 wystąpił w meczu pokazowym pomiędzy aktualnymi zawodnikami Stali a byłymi hokeistami klubu, zakończonego wynikiem 12:4.
Został pochowany na Cmentarzu Centralnym w Sanoku.
Jego brat bliźniak Adam (zm. 2008) także był hokeistą, występował w Stali Sanok do 1974.